# Камышта (село)
Камышта — село в Аскизском районе Хакасии, находится в 80 км от райцентра — села Аскиз.
Расстояние до ближайшей железнодорожной станции Камышта — 60 км. Число хозяйств — 61, население — 202 чел. (01.01.2004), в том числе хакасы, русские, немцы. В селе имеются клуб, библиотека, фельдшерско-акушерский пункт.
Село Камышта расположено недалеко от устья реки Камышта. Немного севернее села протекает река Ниня.

## Население
| 2002 | 2010 |
| ---- | ---- |
| 198  | ↘197 |